# Мазурівське рідкіснометалічне родовище

Промисловий майданчик Донецького хіміко-металургійного заводу, техногенне родовище (хвостосховище в центрі), шламонакопичувачі (у верхній частині знімку та нижче)

Мазурівське рідкіснометалічне родовище — розташоване біля смт Донське, за 12 км від районного центру Волноваха, що на Донеччині (Україна). Мазурівське родовище, являє собою жильне поле, у межах якого розташовуються 10 субпаралельних пологозалеглих рудних тіл з поверховим розподілом по вертикалі. Рудні тіла лінійно витягнуті в широтному напрямку згідно з простиранням блоку габроїдів.
Вертикальний розмах рудних тіл до підошви 5-го, самого нижнього рудного тіла, складає 200—280 м. Відстань між сусідніми тілами змінюється від перших метрів до 100—150 м. Місцями сусідні тіла зближуються між собою так, що розмежування їх в певній мірі умовне. Рудні тіла нумеруються від 1 до 10. До головних рудних тіл віднесені тіла 1, 4, 5, до супровідних — 2, 3, 6, 7, 8, 9, 10.
Мазурівське родовище доцільно розглядати в якості «еталонного комплексного пілотного об'єкту» для розширення існуючої сировинної бази рідкіснометалічної галузі країни, створення вітчизняного виробництва нефелін-польовошпатової сировини для розвитку керамічної і скляної промисловості.

## Назва та історія
У джерелах 1832 р. геологом О. Б. Іваницьким описано перші знахідки циркону поблизу «Хутора Мазуренка». Пізніше, наприкінці XIX ст. зустрічаємо ряд публікацій про цирконове родовище в районі «Балки Мазурової» (Мазурівська Балка).
Мазурівське родовище є найпривабливішим серед відомих рідкіснометалічних родовищ країни з огляду на те, що за період проведення геологорозвідки з 1934 року пройдено більше тисячі свердловин на глибину до 600 м, та гірничих виробок. На родовищі було закладено кілька кар'єрів, які розроблялися до 1967 р. з одночасним проведенням експлуатаційної розвідки. На початку 1960-х років було збудовано дослідну збагачувальну фабрику, де у напівпромислових умовах перероблено понад 5 000 т руди з метою опробування технології комплексної переробки сировини з вилученням пірохлору, циркону, ільменіту, титанмагнетиту та нефелін-польовошпатового концентрату.

## Загальний опис родовища
Локалізоване в межах Східноприазовської площі. Просторово та генетично пов'язане з породами Октябрського лужного масиву, розташованого в північно-західній частині Східного Приазов'я і локалізованого в зоні поєднання різноорієнтованих глибинних розломів серед гранітів та ґраносієнітів. На М.р.р. виявлено 16 пологих рудних покладів. Глибина залягання сягає 600 м. Поклади складаються з 1-5 рудних тіл плито- та жилоподібної форми. Петрологічний склад руди: маріуполіти-54 %, мікроклін-нефелінові пегматити-24 %, польовошпатові метасоматити-20 %. Розвідано 44 рудних тіла, що простягаються на 500—1000 м, шириною 200—500 м та вертикальною потужністю від 1 до 80 м. Відстань між сусідніми рудними тілами в покладі досягає кількох десятків метрів, а між сусідніми продуктивними покладами — від 3-5 до 100—150 м. Площа М.р.р. — 3,5 км². Вмісні породи — габро та піроксеніти, перидотити, серпентиніти і олівіни. В структурно — тектонічному відношенні площа М.р.р. є трохи підійнята по розломах блок-горст, ускладнена диз'юнктивним порушенням, що розділяє родов. на два менших блоки, зміщених один відносно іншого. Перші пошуково-розвідувальні роботи на М.р.р. на циркон проведені в 1934 цирконовою партією інституту геології АН України під керівництвом геолога В. П. Амбурґера. У 1939 геологом В. І. Ельтековим проведені підрахунки запасів циркону та розпочата розробка родовища (збагачувальна фабрика циркону стала до ладу 15 вересня 1939 р.; вміст цирконію у концентраті становив від 55-60 % до 80-95 %). У 1947 р. споруджено збагачувальну фабрику та Донецький хіміко-металургійний завод, що переробляв цирконовий концентрат у різні види цирконієвої продукції. Промислова розробка родовища проводилась з 1947 по 1965 рік. Найбільші обсяги видобутку-250 тис. т руди на рік. З М.р.р. та Донецького ХМЗ розпочалася історія цирконової промисловості в СРСР. Мінерали руд вміщують глинозем, кремнезем, луги, рідкісні та рідкісноземельні елементи: ніобій, тантал, цирконій, гафній, титан, ванадій, церій, ітрій та інші. Середній вміст оксидів у руді: цирконію — 0,47 %, танталу — 0,006 %, ніобію — 0,12 %, алюмінію — 20-22 %, кремнію-58-60 %, лугів — 12-15 %. Таким чином, за мінеральним складом руда Мазурівського родовища є комплексною.
Об'ємні маси руд дуже близькі — 2,623-2,628 г/см³, вмісні породи — 3,1 г/см³. Вологість руди — 0,1-0,2 %. Міцність руди основних типів 5,5-6,5 (за Протод'яконовим). Пористість — 2,6 — 4,9 %. Подрібнюваність — 60-90 %.
За мінеральним складом руда Мазурівського родовища є комплексною мінеральною сировиною. В ній встановлено близько 20 мінералів, що зумовлює необхідність отримання широкого спектру товарної продукції. При цьому можливим є виділення з руди концентратів основних компонентів: ніобію та танталу (пірохлоровий), цирконію та гафнію (цирконовий), рідкісних земель. Крім того, доцільним є отримання концентратів (продуктів) з попутних мінералів — польовошпатового, магнетитового, ільменітового, егіринового, біотитового, та інших.
Запаси руди значні і в змозі забезпечити потреби вітчизняної промисловості в рідкіснометалічній, польовошпатовій та алюмінієвій сировині протягом багатьох років. Маріупольський металургійний комбінат ім. Ілліча проводить роботу по відновленню розробок М.р.р.
Мазурівське рідкіснометалічне родовище — перша сировинна база вітчизняної цирконової промисловості.

## Геолого-структурна характеристика родовища
У геолого-структурному плані Мазурівське родовище приурочено до найбільшого блоку основних-ультраосновних порід (Мазурівський рудний вузол), розташованому в північно-східній частині Октябрського лужного масиву. Блок має довжину 3,3 км, є більш широким на сході (до 1,5 км), з поступовим звуженням у західному напрямку до 0,25 км; площа — 3,5 км2. Основні-ультраосновні породи блоку характеризуються зональною будовою. У його периферичній частині розвинуті піроксеніти, що містять малопотужні (перші метри) лінзи перидотитів і олівінітів. В центрі піроксеніти поступово (через габро-піроксеніти) заміщуються габро, серед яких розрізняються олівінові і безолівінові різновиди. Серед габро відзначаються ділянки, збагачені рудними мінералами − ільменітом і, рідше, титаномагнетитом (рудне габро). Біля контактів із продуктивними на рідкісні метали поро¬дами в габро і піроксенітах утворюються своєрідні породи, віднесені до групи меланократових метасоматитів − польовошпат-слюдисті, карбонат-біотит-амфіболові породи, і слюдити. У віддаленні від продуктивних тіл ступінь зміни вмісних порід різко зменшується − породи зберігають риси первинних порід, відрізняючись підвищеним вмістом біотиту, амфіболу, сульфідів. Усі ці породи чітко виділяються візуально по керну свердловин, а також картуються специфічними геофізичними (підвищена гамма-активність) і геохімічними (ореоли ніобію, цирконію, рідких земель, флюориту і т. ін.) ознаками.
Положення цих порід у структурі блоку, їхній речовинний склад однозначно дозволяє віднести їх до метасоматитів.
У структурно-тектонічному відношенні площа Мазурівського родовища являє собою піднятий по розломах блок-горст, ускладнений диз'юнктивними порушеннями, що розділяє його на два більш дрібних блоки, зміщених один відносно іншого. На півночі і північному сході контакт основних і ультраосновних порід з породами рами (гранітоїдами) тектонічний, що підтверджується геофізичними і буровими роботами. На півдні і південному сході границя блоку проходить по контакту основних − ультраосновних порід з лужними сієнітами. У контактовій зоні, що має, в цілому, північно-західний напрямок, виявлені ділянки інтенсивного дроблення і тріщинуватості, а в сієнітах відзначені дрібні ксенолітоподібні блоки основних порід. Площина контакту має круте (85-900) падіння. Східна границя блоку також тектонічна, що підтверджено даними геофізичних робіт і маршрутних досліджень.
Основні-ультраосновні породи, що складають головний блок, розбиті на чотири більш дрібних блоки − Центральний, Північний, Західний і Східний, − розділених тектонічними зонами, що надійно фіксуються в геофізичних полях і підтверджені свердловинами. Тектонічні зони, що обмежують виділені блоки, мають круте падіння (85-90°) і представлені сильно подрібненими і тріщинуватими породами. По тріщинах відзначаються примазки і луски карбонатів хлориту, гідрооксидів заліза. У тектонічних зонах вмісні породи дещо біотизовані, амфіболізовані і хлоритизовані. Петрографічні особливості вторинних мінералів у цих породах відрізняються від таких в навколорудних метасоматитах.
Крім системи субвертикальних тріщин, у межах блоків основних-ультраосновних порід розвинуті дві менш інтенсивні за масштабами прояву системи: крутоспадні і пологоспадні, майже горизонтальні тріщини, що визначають внутрішню будову цих блоків. Ступінь зміни вмісних порід і характер змін у цих зонах трохи вищий; більш широко проявлена біотитизація, амфіболізація, карбонатизація і, головне, вилуговування.
Ці дві системи тріщинуватості визначають контроль і локалізацію лужних порід, причому певна система тріщин і порушень контролює розподіл порід певного петрографічного складу і морфологічного типу: крутоспадні зони звичайно виповнені дрібними прожилками сієніт-апліт-пегматитів; пологоспадні контролюють, головним чином, потужні пластоподібні тіла рудних порід, сієніт-пегматитів, навколорудних метасоматитів і в різній мірі змінених вмісних порід, що утворюють поклади, розташовані «поверхами» один над одним. Таким чином, кожному етапу становлення порід Мазурівського родовища відповідав переважаючий розвиток певних тектонічних структур.
Найбільш древніми є великі тектонічні зони, в основному північно-західного і північно-східного напрямку, що обмежують і розбивають основні-ультраосновні породи на великі блоки. На більш пізньому етапі розвитку горсту великі блоки основних-ультраосновних порід були розчленовані на серію більш дрібних блоків, в межах яких отримали розвиток як крутоспадні (60-80о), так і пологі (до горизонтальних) системи тріщин. Слід відмітити, що утворення пологих тріщин відбувалося дещо пізніше крутоспадних. Такий структурний план міг утворитися в умовах диференційованих, переважно вертикальних рухів блоків, обмежених крутоспадними порушеннями. При негативних рухах блоків створювалися сприятливі умови для утворення пологих порожнин відшарування (відлущення), що служили рудоконтролюючими і рудолокалізуючими каналами для пологих тіл продуктивних порід. Рудопровідними і рудорозподіляючими зонами були крутоспадні системи тріщин.
Розвиток пострудних порушень приурочено, головним чином, до крутоспадних тектонічних зон більш раннього закладання. Вони частково ускладнили конфігурацію рудних тіл, не порушивши істотно головних структурних рис родовища (блоку основних-ультраосновних порід), що були сформовані на більш ранніх етапах.
У структурному відношенні блок-горст основних-ультраосновних порід являє собою жильне поле (Мазурівський рудний вузол), в межах якого знаходиться 16 субпаралельних пологих продуктивних покладів з поверховим розподілом по вертикалі, що охоплюють інтервал глибиною до 600 м. У виділених покладах оконтурені 44 рудні тіла. Продуктивний поклад — це сукупність зближених рудних тіл, біотит-польовошпатових і карбонат-біотит-амфіболових метасоматитів, та в різній мірі змінених вмісних порід, які утворюють витримані за простяганням і падінням ділянки надр, що надійно ув'язуються по ряду свердловин на площі всього родовища. В окремих ділянках розвитку основних-ультраосновних порід вони зливаються разом, а в інших — розгалужуються, утворюючи численні апофізи, роздуви, перетиски, флексурні вигини. Границі продуктивних покладів і самі поклади у межах рудного вузла завжди фіксуються візуально (світлий колір — рудні породи; темно-сірий, до чорного — вмісні породи), і обов'язково фіксуються геохімічними аномаліями елементів-індикаторів рідкіснометалічного зруденіння.
Продуктивні поклади лінійно витягнуті в широтному напрямку згідно з простяганням блоку основних-ультраосновних порід, що є локальним відображенням широтних зон активізації, у даному випадку — субширотної Центрально-Української мегазони активізації, яка є рудоконцентруючою. Вертикальна потужність окремих покладів змінюється від перших метрів до 100 м, відстань між сусідніми тілами змінюється від перших метрів до 100—150 м. Місцями сусідні продуктивні поклади тіла зближуються між собою, так що розмежування їх в певній мірі умовне.
У плані розподіл основних оціночних параметрів зруденіння наступний:
– найменший розмах зруденіння характерний для північної і північно-східної частин родовища, де він не перевищує 100—130 м;
– у південній і південно-західній частинах він збільшується до 130—207 м.

## Рудні тіла
Рудні тіла продуктивних покладів утворені наступними природними різновидами руд: маріуполітами, нефеліновими пегматитами (мікроклін-нефеліновими і нефелін-мікрокліновими), польовошпатовими метасоматитами і ксенолітами, змінених вмісних порід, а також полого залеглими сієніт-пегматитами. Слід зазначити подвійну роль сієніт-пегматитів: у крутому заляганні породи практично безрудні, у пологому — вони більш змінені метасоматичними процесами, і є рудоносними. У рудних тілах вони тісно перемежовуються з іншими природними різновидами руд, і за складом та структурно-текстурними особливостями близькі до польовошпатових метасоматитів, відрізняючись від останніх переважно пегматоїдною структурою. Як самостійний різновид руд дані утворення не виділяються; у тілах вони знаходяться в різко підлеглій кількості, границя поширення їх у рудних тілах умовна. Потужність вмісних порід, що включені в рудні тіла, звичайно не перевищує 2 м (іноді доходить до 5-7 метрів).
У продуктивних покладах картується від 2 до 5 рудних тіл, причому в кожному покладі виділяється одне головне тіло, а в покладах VII, VIII, IX — по два таких тіла. Вони характеризуються максимальною потужністю, протяжністю, площею. Супроводжуючі їх тіла з меншими параметрами розташовуються субпаралельно головним як їх гілки та апофізи.
Форма рудних тіл жилоподібна, плитоподібна, дуже часто ускладнена перетисками і роздувами, рідше — флексурними вигинами. Місцями сусідні рудні тіла внаслідок розщеплення більш потужних рудних тіл впритул зближуються між собою, і тоді їхнє розмежування умовне. Відстань між сусідніми рудними тілами досягає перших десятків метрів.
Довжина більшості рудних тіл перевищує 500 м (27 тіл, або 61 % від загальної кількості), а окремі тіла (15 тіл, або 34 %) простягаються безперервно більш ніж на 1000 м. Найчастіше зустрічаються тіла, ширина яких 200—300 м. (20 тіл, або 45 %), хоча досить часто відмічаються тіла шириною більш 300 м (18 тіл, або 41 %), а в окремих випадках — більше 500 м (6 тіл) (14 %). Потужність виявлених рудних тіл досить нестала, і змінюється від 1,0 м до 78,3 м.

## Усереднений мінералогічний склад руд
Усереднений мінералогічний склад різновидів руд з врахуванням даних технологічних досліджень наступний:
- маріуполіт: альбіт — 56,9 %; мікроклін — 9,5 %; нефелін — 22,2 %; канкриніт — 0,2 %; содаліт — 0,2 %; біотит — 4,5 %; егірин — 4,7 %; амфібол — 0,1 %; цеоліти — 0,6 %; циркон — 0,4 %; пірохлор — 0,21 %; бритоліт — 0,1 %; рудні — 0,1 %; кальцит — 0,3 %;
- нефеліновий пегматит: альбіт — 15,6 %; мікроклін –49,9 %; нефелін — 21,8 %; канкриніт — 0,5 %; содаліт — 0,5 %; біотит — 5,1 %; егірин — 2,5 %; амфібол — 0,1 %; цеоліти — 0,3 %; циркон — 0,2 %; пірохлор — 0,1 %; бритоліт — 0,1 %; рудні — 0,1 %; кальцит — 0,2 %;
- польовошпатовий метасоматит: альбіт — 46,6 %; мікроклін — 36,4 %; нефелін — 0,2 %; біотит — 4,5 %; егірин — 1,0 %; амфібол — 2,6 %; циркон — 0,5 %; пірохлор — 0,21 %; бритоліт — 0,2 %; рудні — 0,6 %; кальцит — 2,0 %; піроксен — до 3,4 %.
При комплексному використанні руд Мазурівського рудного вузла промислово цінними мінералами є: головні — пірохлор, циркон; супутні — нефелін, польові шпати, ільменіт, бритоліт.
У рудних тілах серед природних різновидів руд виділяються ділянки, в яких макроскопічно добре помітний пірохлор і циркон від невеликих скупчень — рядові руди, до більш рясного вкраплення — багаті руди. Ділянки, де відзначаються лише одиничні зерна рідкіснометалевих мінералів, віднесені до бідних руд.
Методами статистичного аналізу встановлено, що:
– бідним відповідають руди, в яких: вміст пентаоксиду ніобію — до 0,075 %, пентаоксиду танталу — до 0,004 %, діоксиду цирконію — 0,20 %, умовного танталу — 0,0057 %;
– рядовим: вміст пентаоксиду ніобію — до 0,15 %, пентаоксиду танталу — до 0,009 %, діоксиду цирконію — 0,60 %, умовного танталу — 0,0154 %;
– багатим: вміст пентаоксиду ніобію — до 0,45 %, пентаоксиду танталу — до 0,0235 %, діоксиду цирконію — 1,88 %, умовного танталу — 0,0428 %;
– дуже багатим: вміст пентаоксиду ніобію — до 0,667 %, пентаоксиду танталу — до 0,0368 %, діоксиду цирконію — 3,57 %, умовного танталу — 0,0615 %.
Ділянки рядових, багатих і дуже багатих руд виділяються в промислово цінні. Усього в межах рудних тіл вузла виявлено 754 промислово цінних ділянок, та 270 ділянок бідних руд. Потужності їх вкрай невитримані, і варіюють у широких межах — від декількох до перших десятків метрів.
У виявлених пластах вміст пентаоксиду ніобію змінюється від 0,012 до 0,583 %. Бідні за вмістом ніобію руди складають 27,3 % пластів; рядові — 50,9 %; багаті — 21,2 %; дуже багаті — 0,7 %.
Вміст пентаоксиду танталу варіює від 0,0005 до 0,0254 %. Бідні за вмістом танталу руди складають 43,3 %; рядові — 49,5 %; багаті — 6,8 %; дуже багаті — 0,3 %.
Відношення ніобію до танталу варіює від 5,9 до 194,77.
Промисловими мінералами руд є пірохлор, циркон, нефелін і супутні йому фельдшпатоїди, польові шпати, ільменіт, титаномагнетит, бритоліт. Головними рудними мінералами є пірохлор і циркон.
- Циркон поширений у вигляді біпірамідальних кристалів величиною від 0,1 до 15 мм, звичайно 3 мм. Добре виділяється із зростків при подрібненні руди. Задовільне розкриття відбувається при крупності помелу 2 мм.
- Нефелін утворює кристали від кількох мм до кількох дециметрів, добре збагачується.

## Техногенне родовище
Техногенне родовище було утворене у 1930-60 рр. при розробці Маріупольським цирконовим рудоуправлінням кори вивітрювання Мазурівського рідкіснометалічного родовища. На збагачувальній фабриці рудоуправління з руди вилучали за гравітаційно-магнітною схемою збагачення циркон, а відходи у вигляді пульпи («хвости») направляли у хвостосховище. З 1967 р. хвостосховище не експлуатується. За даними паспорта сховища відходів було заскладовано 1,3 млн м3 (2 млн т) відходів збагачення руд Мазурівського родовища.